# 回鹘文《金光明经》
回鹘文《金光明经》，一部回鹘文佛经写本，俄国语言学家谢尔盖·马洛夫于1910年在甘肃酒泉文殊沟寺院所得，由回鹘学者胜光法师在10世纪左右根据唐朝义净汉文本《金光明经》翻译，抄写于康熙二十六年（1687年）。

## 基本信息
写本高23厘米，宽60厘米，共397叶（794面），纸张为粗厚纸，字体为回鹘文正楷体，近似刻本体。写本收藏于俄罗斯科学院东方学研究所圣彼得堡分所，有两叶收藏于瑞典斯德哥尔摩民族学博物馆。

## 历史
1913年至1917年，马洛夫与瓦西里·拉德洛夫将该经书用回鹘文铅字排印刊布。

## 研究
缪勒、冯加班、察哈台、苏木、洛贝林、百济康义、耿世民等都曾对其进行过研究。